# Canton de Varilhes
Le canton de Varilhes est une ancienne division administrative française située dans le département de l'Ariège.

## Géographie
Ce canton était organisé autour de Varilhes dans l'arrondissement de Pamiers. Son altitude variait de 288 m (Vira) à 730 m (Malléon) pour une altitude moyenne de 372 m.

## Composition
Le canton de Varilhes regroupait 18 communes et comptait 10 285 habitants (population municipale) au 1er janvier 2010.
| Nom                     | Code Insee | Intercommunalité         | Superficie (km2) | Population (dernière pop. légale) | Densité (hab./km2) |
| ----------------------- | ---------- | ------------------------ | ---------------- | --------------------------------- | ------------------ |
| Varilhes (chef-lieu)    | 09324      | CA L'Agglo Foix-Varilhes | 11,76            | 3 328 (2014)                      | 283                |
| Artix                   | 09021      | CA L'Agglo Foix-Varilhes | 7,35             | 143 (2014)                        | 19                 |
| Calzan                  | 09072      | CA L'Agglo Foix-Varilhes | 3,99             | 29 (2014)                         | 7,3                |
| Cazaux                  | 09090      | CA L'Agglo Foix-Varilhes | 7,37             | 48 (2014)                         | 6,5                |
| Coussa                  | 09101      | CA L'Agglo Foix-Varilhes | 7,71             | 239 (2014)                        | 31                 |
| Crampagna               | 09103      | CA L'Agglo Foix-Varilhes | 10,02            | 781 (2014)                        | 78                 |
| Dalou                   | 09104      | CA L'Agglo Foix-Varilhes | 7,66             | 753 (2014)                        | 98                 |
| Gudas                   | 09137      | CA L'Agglo Foix-Varilhes | 10,73            | 175 (2014)                        | 16                 |
| Loubens                 | 09173      | CA L'Agglo Foix-Varilhes | 11,73            | 261 (2014)                        | 22                 |
| Malléon                 | 09179      | CA L'Agglo Foix-Varilhes | 6,78             | 61 (2014)                         | 9                  |
| Montégut-Plantaurel     | 09202      | CA L'Agglo Foix-Varilhes | 18,95            | 339 (2014)                        | 18                 |
| Rieux-de-Pelleport      | 09245      | CA L'Agglo Foix-Varilhes | 8,16             | 1 285 (2014)                      | 157                |
| Saint-Bauzeil           | 09256      | CA L'Agglo Foix-Varilhes | 4,47             | 64 (2014)                         | 14                 |
| Saint-Félix-de-Rieutord | 09258      | CA L'Agglo Foix-Varilhes | 6,77             | 457 (2014)                        | 68                 |
| Ségura                  | 09284      | CA L'Agglo Foix-Varilhes | 8,77             | 180 (2014)                        | 21                 |
| Ventenac                | 09327      | CA L'Agglo Foix-Varilhes | 19,62            | 229 (2014)                        | 12                 |
| Verniolle               | 09332      | CA L'Agglo Foix-Varilhes | 11,26            | 2 359 (2014)                      | 210                |
| Vira                    | 09340      | CA L'Agglo Foix-Varilhes | 5,28             | 166 (2014)                        | 31                 |

|}

## Représentation

### Conseillers généraux de 1833 à 2015
| Période | Période           | Identité                                     | Étiquette    | Qualité |
| ------- | ----------------- | -------------------------------------------- | ------------ | --- |
| 1833    | 1845              | Jean Joseph Adrien Fauré de Fiches           |              | Propriétaire à Verniolle |
| 1845    | 1848              | Paul Pons d'Arnave                           |              | Propriétaire à Foix |
| 1848    | 1852              | Joseph Frezoul                               |              | Médecin, officier de santé à Varilhes |
| 1852    | 1855              | Daniel Auguste Borelly                       |              | Président du Tribunal civil de Pamiers |
| 1855    | 1857              | Joseph Frezoul                               |              | Médecin à Varilhes |
| 1857    | 1870              | Justin Pierre Paul Séverin Dumas (1827-1884) |              | Substitut du Procureur impérial de Paris Conseiller à la Cour impériale de Paris, propriétaire à Lavelanet                                            |
| 1870    | 1871              | Auguste Grilh                                |              | Propriétaire à Loubens Syndic, Varilhes |
| 1871    | 1886              | Paul Frezoul                                 | Républicain  | Médecin - Maire de Varilhes Sénateur (1882-1912) |
| 1886    | 1892              | Ernest Escande-Voltan                        | Républicain  | Journaliste - Maire de Rieux-de-Pelleport |
| 1892    | 1918 (décès)      | Paul Frezoul                                 | Républicain  | Médecin - Maire de Varilhes Sénateur (1882-1912) |
| 1919    | 1934              | Emile Bergé                                  | Rad.         | Avocat Propriétaire à Verniolle |
| 1934    | 1935 (annulation) | Jean-Louis Siret                             | SFIO         | Négociant - Maire de Varilhes (1925-1940), ancien conseiller d'arrondissement                                                                         |
| 1935    | 1940              | Louis Fauré                                  | Rad.         | Huissier à Varilhes Nommé Président de la délégation spéciale de Varilhes en 1941 Nommé conseiller départemental en 1943                              |
|         |                   |                                              |              | |
| 1945    | 1951              | Jean Bénazet                                 | PCF          | Garagiste à Varilhes |
| 1951    | 1976 (décès)      | Léon Viala                                   | SFIO puis PS | Ancien maire de Dalou |
| 1976    | 1988              | Jean Rumeau (1935-2012)                      | PS           | Conseiller municipal de Varilhes |
| 1988    | 2015              | Roger Sicre                                  | PS           | Chef d'entreprise en retraite Maire de Loubens Président de la communauté de communes du canton de Varilhes Premier vice-président du Conseil général |

### Conseillers d'arrondissement (de 1833 à 1940)
| Période                                  | Période | Identité                    | Étiquette                         | Qualité |
| ---------------------------------------- | ------- | --------------------------- | --------------------------------- | --- |
| 1833                                     | 1842    | Jean Marc Ville             |                                   | Notaire à Varilhes                                                                                          |
|                                          |         |                             |                                   | |
| 1845                                     | 1848    | M. Castel                   |                                   | Maire de Crampagna                                                                                          |
|                                          |         |                             |                                   | |
|                                          | 1871    | M. Rousse-Las Rives         |                                   | Juge de paix à Varilhes                                                                                     |
|                                          |         |                             |                                   | |
| 1883                                     | 1889    | M. Fournié                  | Républicain                       | |
| 1889                                     | 1895    | M. Roumengas                | Républicain                       | Maire de Verniolle                                                                                          |
| 1895                                     |         | Jacques Compans (1862-1929) | Républicain agricole puis Radical | Propriétaire, maire de Dalou                                                                                |
|                                          |         |                             |                                   | |
| 1913                                     | 1925    | Jean-Jacques Bergé          |                                   | Propriétaire cultivateur à Verniolle                                                                        |
| 1925                                     | 1931    | Jean-Louis Siret            | SFIO                              | Négociant, maire de Varilhes                                                                                |
| 1931                                     | 1935    | Louis Fauré                 | Radical                           | Huissier à Varilhes                                                                                         |
| 1935                                     | 1940    | Jean-Louis Siret            | SFIO                              | Négociant, maire de Varilhes, ancien conseiller général                                                     |
| 1940                                     |         |                             |                                   | Les conseils d'arrondissement ont été suspendus par la loi du 12 octobre 1940 et n'ont jamais été réactivés |
| Les données manquantes sont à compléter. |         |                             |                                   | |

## Démographie
| 1962  | 1968  | 1975  | 1982  | 1990  | 1999  | 2006  | 2011   | 2012   |
| ----- | ----- | ----- | ----- | ----- | ----- | ----- | ------ | ------ |
| 5 199 | 5 398 | 5 433 | 6 132 | 7 393 | 8 588 | 9 526 | 10 484 | 10 665 |